# Dendropsophus ebraccatus
Dendropsophus ebraccatus é uma espécie de anura da família Hylidae.
Pode ser encontrada nos seguintes países: Belize, Colômbia, Costa Rica, Equador, Guatemala, Honduras, México, Nicarágua e Panamá.
Está ameaçada por perda de habitat.